# 1499년

## 연호
- 명(明) 홍치(弘治) 12년
- 일본(日本) 메이오(明応) 8년
- 후 레 왕조(後黎朝) 까인통(景統) 2년

## 기년
- 류큐(琉球) 쇼신왕(尚真王) 23년
- 명(明) 효종 홍치제(孝宗 弘治帝) 12년
- 조선(朝鮮) 연산군(燕山君) 5년
- 후 레 왕조(後黎朝) 헌종(憲宗) 2년

## 사건
- 8월 - 오스만-베네치아 전쟁 발발.
- 8월 25일 - 오스만-베네치아 전쟁: 베네치아 공화국군과 오스만 제국군 사이에 존키오 해전 발생.
- 일자 불명 - 네덜란드의 인문학자 에라스무스, 영국으로 건너가다.

## 탄생
- 3월 31일 - 제224대 로마의 교황 교황 비오 4세. (~1565년)
- 7월 27일 - 조선의 제14대 선조의 조모 창빈 안씨. (~1549년)

### 미상
- 조선시대 중기의 문신 이준경. (~1572년)
- 이탈리아의 수학자 니콜로 타르탈리아. (~1557년)

## 사망
- 2월 12일 - 조선의 제8대 국왕 예종의 계비 안순왕후. (1445년~)
- 10월 1일 - 이탈리아의 정치 철학자 마르실리오 피치노. (1433년~)